# رافايللي ماييلو
رافايللي ميللو (مواليد يوليو 1991) هو لاعب وسط إيطالي محترف يلعب حاليا معا نادي نابولي في الدور الإيطالي.
لعب أول مباراة له في الدوري الإيطالي في أول ظهور معا نادي نابولي في 16 مايو 2010 ضد نادي سامبدوريا وتم اختيار ضمن تشكيلة منتخب إيطاليا تحت الواحد والعشرون سنة في عام 2010.

## روابط خارجية
- رافايللي ماييلو على موقع قاعدة بيانات كرة القدم.إي يو (الإنجليزية)
- رافايللي ماييلو على موقع Soccerway.com (الإنجليزية)
- رافايللي ماييلو على موقع عالم كرة القدم.نت (الإنجليزية)
- رافايللي ماييلو على موقع AS.com (الإسبانية)